# British Columbia House
British Columbia House est un bâtiment situé sur Regent Street, à Westminster, à Londres.  
Conçue par l'architecte Alfred Barr, La Maison de la Colombie-Britannique a été construite en 1914 pour servir de locaux à l'agent général de la province de Colombie-Britannique,  bureau de John Herbert Turner. L'inauguration officielle du bâtiment eut lieu en 1915, lorsque Richard McBride remplaça Turner, mais la mort de McBride en 1917 fit revenir le politicien au rôle d'agent général.  

Le bâtiment appartient au Crown Estate (domaine de la Couronne) et a actuellement une fonction commerciale.   